# Fernand Léger
Joseph Fernand Henri Léger (Argentan, Normandia, 4 de febrer de 1881 - Gif-sur-Yvette, 17 d'agost de 1955), va ser un pintor cubista francès.
Entre 1897 i 1899 va ser alumne d'un arquitecte a Caen. L'any 1900 es va traslladar a París, on va treballar com a dibuixant d'arquitectura, alhora que estudiava a l'Acadèmia Julian.
Les seues primeres obres daten de 1905 i són de clara influència impressionista.
L'any 1907, igual que altres pintors parisencs, va quedar profundament impressionat per la retrospectiva de Cézanne. En aquest mateix any va entrar en contacte amb el primer cubisme de Picasso i Braque.
Des dels primers moments, el cubisme de Léger es va orientar cap al desenvolupament de la iconografia de la màquina.
Nus en el bosc (1909-1910), inspirat possiblement al quadre de Picasso de 1908, del mateix títol, converteix el tema en una habitació plena d'artefactes i robots, on sembla apartar-se de la fèrria doctrina de Cézanne de pintar a partir del cilindre i el con. La sobrietat dels colors, unida a l'activitat frenètica dels
robots, crea una atmosfera simbòlica d'un món nou i deshumanitzat. En alguns aspectes és una anticipació del futurisme italià.
L'any 1910 va exposar amb Braque i Picasso a la galeria de Kahnweiler on, l'any 1912, faria també la seua primera individual. L'any següent any va començar a investigar sobre formes de màquines representades amb colors primaris, arribant a vegades a una estructura abstracta que es fa més explícita amb els títols, com per exemple Contrast de formes, de 1913, on s'acosta a les idees de Robert Delaunay sobre els contrastos de color, mantenint la marcada tridimensionalitat dels seus primers treballs. La seua fascinació per les formes geomètriques i els colors brillants li porta sovint a la vora de l'art abstracte, que, tot i això, sempre acabaria rebutjant.
En Escala, de 1914, va tornar a pintar la figura i el seu entorn, però construint-la mitjançant les formes abstractes utilitzades anteriorment.
Entre 1914 i 1917 va complir el seu servei militar. L'experiència de la guerra li va revelar les possibilitats visuals de les màquines com icones de la modernitat; tot i que el seu estil ja estava predisposat en aquesta direcció. A partir de llavors va usar les formes cilíndriques i geomètriques per a idear un món mecanitzat, tot i que, a diferència dels futuristes, no venera la màquina, sinó que vol reconciliar les seues formes metàl·liques i regulars amb les formes orgàniques, per a construir una visió humanista.
La ciutat, de 1919, és una obra clau en les investigacions de Léger sobre la relació de la realitat amb la superfície pintada. En aquest quadre controla l'habitual aspecte escultòric de la seua pintura a través de la rigidesa arquitectònica, establint la primacia de la bidimensionalitat del pla pictòric; utilitza diversos mètodes avançats de cubisme sintètic per a aconseguir tota mena de variacions il·lusionistes.
En les obres d'aquest període que tenen com a tema la ciutat, la figura humana apareix despersonalitzada i mecanitzada, adaptada a l'ambient que l'envolta. L'artista tradueix l'energia de la vida contemporània a equivalents pictòrics; massa, color i forma es confronten en una multiplicitat de relacions, creant imatges independents que produeixen sensacions simultànies; els plans es disposen de forma equilibrada i les composicions s'organitzen per zones ben definides de color pur, uniforme i clarament delimitat. "Els elements pictòrics de Léger, nets, simples, variats, produeixen, com les màquines ideals, efectes d'extraordinària potència" (Flint).
En els primers anys vint va col·laborar amb l'escriptor Blaise Cendrars en algunes pel·lícules, i va dissenyar escenografies i vestits per al ballet Suédois, de Rolf de Maré.
Entre 1923-1924 va treballar en la seua primera pel·lícula sense argument, Ballet mécanique, en la qual hi va intervernir també Man Ray. L'any 1924 va obrir un taller amb Ozenfant, i el 1925 va fer els seus primers murals en el pavelló de l'Esprit Nouveau de Le Corbusier per a l'Exposició Internacional d'Arts Decoratives.
Durant els anys vint i trenta, Léger es va mostrar obert als estils que s'hi desenvolupaven. Alguns dels seus quadres d'aquests anys mostren certes influències de Kandinski, de de Stijl i del surrealisme.
El tema que més va desenvolupar en aquesta època va ser la figura, en composicions com Tres dones (1921), on les figures es mostren despersonalitzades, com a volums mecànics modelats a partir del fons geomètric, donant un pas més cap a l'abstracció, alhora que evoca un ambient Art déco. En quadres com aquest s'acosta clarament al purisme d'Ozenfant i Le Corbusier.
L'any 1931 va visitar per primera vegada els Estats Units d'Amèrica i, el 1935, el Museu d'Art Modern de Nova York i l'Institut d'Art de Chicago van exposar la seua obra.
Entre 1940 i 1945 va residir als Estats Units, tornant a França al final de la guerra. Durant la seua estada als Estats Units va ser professor de la Universitat Yale.
En els últims deu anys de la seua vida va fer il·lustracions de llibres, quadres de figures monumentals, pintures murals, vitralls, mosaics, escultures policromes de ceràmica i escenografies teatrals.
L'any 1955 va guanyar el gran premi de la Biennal de Sao Paulo.
Va morir el 17 d'agost d'aqueix mateix any a Gif-sur-Yvette, França.